# Breda Ba.201
Breda Ba.201 là một loại máy bay ném bom bổ nhào của Ý trong Chiến tranh thế giới II, nhưng không được đưa vào sản xuất.

## Tính năng kỹ chiến thuật (Ba.201)
Dữ liệu lấy từ Tuffatore
Đặc điểm tổng quát
- Kíp lái: 1
- Chiều dài: 11,09 m (36 ft 6 in)
- Sải cánh: 13 m (42 ft 8 in)
- Chiều cao: 3,10 m (10 ft 2 in)
- Diện tích cánh: 24,84 m² (267,3 ft²)
- Trọng lượng rỗng: 2.380 kg (5.236 lb)
- Trọng lượng cất cánh tối đa: 3.650 kg (8.030 lb)
- Động cơ: 1 × Daimler-Benz DB 601A, 867 kW (1.175 hp)

 Hiệu suất bay 
- Vận tốc cực đại: 460 km/h (248 knot, 286 mph) trên độ cao 4.000 m (13.125 ft)
- Tầm bay: 1.200 km (648 nmi, 745 mi)

Trang bị vũ khí

- Súng: 2 × Súng máy Breda-SAFAT 12,7 mm (.5 in)
- Bom: 1 × quả bom 500 kg (1.102 lb)